# Fämtan
Fämtan (eller Femtan) är ett vattendrag i västra Dalarna och norra Värmland. Vänsterbiflöde till Klarälven. Längd ca 30 km, inkl. källflöden ca 50 km. F. kommer från sjön Fämten (412 m ö.h.) i västra Dalarna, Malungs kommun, och strömmar söderut in i Torsby kommun i norra Värmland. Där mynnar F. i Klarälven ca 5 km norr om Ambjörby. Ådalen är präglad av skogs- och myrmark och är knappast alls befolkad, annat än vid mynningen.
Strax ovanför utloppet i Klarälven finns Fämtfallet.